# Stefan I Sidarouss
Stefan I Sidarouss (22 lutego 1904, Kair – 23 sierpnia 1987, Kair) – egipski duchowny katolicki (obrządku koptyjskiego), patriarcha Aleksandrii, kardynał.

## Życiorys
Był zakonnikiem w Kongregacji Misjonarzy (C.M., lazaryści), kształcił się w zakonnych domach nauki we Francji. 22 lipca 1939 przyjął w Dax (Francja) święcenia kapłańskie, był następnie wykładowcą seminarium w Evreux oraz scholastykiem w Dax i Montmagny. W 1946 powrócił do Egiptu i objął stanowisko dyrektora Instytutu Kościelnego Katolickich Koptów w Tantah.
9 sierpnia 1947 został mianowany biskupem tytularnym Sais, z obowiązkami biskupa pomocniczego koptyjskiego patriarchatu Aleksandrii. 25 stycznia 1948 przyjął sakrę biskupią. 10 maja 1958 wybrany na koptyjskiego patriarchę Aleksandrii. Brał udział w Soborze Watykańskim II (1962–1965).
22 lutego 1965 na pierwszym konsystorzu papieża Pawła VI został wyniesiony do godności kardynalskiej. Papież, który swoimi nominacjami pragnął wzmocnić znaczenie patriarchów katolickich kościołów wschodnich (kardynałami zostali także m.in. Maksymos IV Saigh i Paul-Pierre Meouchi), nadał Sidaroussowi rangę kardynała-patriarchy (najwyższą w Kolegium Kardynalskim, równorzędną z kardynałami-biskupami). Kardynał Sidarouss uczestniczył w kolejnych sesjach Światowego Synodu Biskupów w Watykanie (1967, 1969, 1971, 1974, 1977, 1980, 1983), a także obu konklawe w 1978 oraz w I sesji plenarnej Kolegium Kardynalskiego w Watykanie w listopadzie 1979.
Utracił czynne prawo wyborcze na konklawe wraz z ukończeniem 80. roku życia 22 lutego 1984. Dwa lata później (w maju 1986) zrezygnował z godności patriarchy Aleksandrii.